# Aethalopteryx strohlei
Aethalopteryx strohlei is een vlinder uit de familie van de Houtboorders (Cossidae). De wetenschappelijke naam van deze soort is voor het eerst gepubliceerd in 2020 door Roman Viktorovitsj Jakovlev.
De lengte van de voorvleugel bedraagt bij het mannetje 11 millimeter en bij het vrouwtje 13 millimeter.
De soort komt voor in Zuidwest-Ethiopië.